# Suchodół (powiat przysuski)
Suchodół – osada leśna w Polsce położona w województwie mazowieckim, w powiecie przysuskim, w gminie Przysucha.